# Siska
Siska è una serie televisiva tedesca creata da Herbert Reinecker e Helmut Ringelmann e trasmessa dal 30 ottobre 1998 sul canale tedesco ZDF; in Italia la serie è stata trasmessa dal 12 gennaio 2001 su Rete 4, in Francia su France 3. È una serie poliziesca ambientata a Monaco di Baviera che segue le avventure quotidiane di Peter Siska e successivamente del fratello Viktor Siska.

## Trama
La serie tv narra le avventure del Commissario Peter Siska, capo dirigente della Terza Squadra Omicidi nel Polizeipräsidium di Monaco di Baviera, assistito fedelmente nelle indagini dai commissari Lorenz Wiegand e Jacob Hahne, tutti di stanza nell’ufficio 2036 al secondo piano della questura cittadina.
Siska è la serie che ha sostituito la nota serie Derrick, poiché inoltre molti attori, tra cui Peter Kremer, erano già parte del cast. 
Anche in Siska il protagonista è in grado di guidare il suo team di investigatori con tenacia e intelligenza, ma allo stesso tempo provvisto di una grande umanità.

## Produzione
A metà della settima stagione (2004), dopo 56 puntate, l'attore Peter Kremer si ritira preferendo continuare la carriera teatrale. Il suo personaggio Peter Siska verrà rimpiazzato da un nuovo protagonista, il fratello di Peter, Viktor Siska, interpretato da Wolfgang Maria Bauer.

## Episodi
| Stagione            | Episodi | Prima TV originale | Prima TV Italia |
| ------------------- | ------- | ------------------ | --------------- |
| Prima stagione      | 3       | 1998               | 2001            |
| Seconda stagione    | 13      | 1999               |                 |
| Terza stagione      | 9       | 2000               |                 |
| Quarta stagione     | 10      | 2001               |                 |
| Quinta stagione     | 8       | 2002               |                 |
| Sesta stagione      | 8       | 2003               |                 |
| Settima stagione    | 10      | 2004               |                 |
| Ottava stagione     | 12      | 2005               |                 |
| Nona stagione       | 5       | 2006               |                 |
| Decima stagione     | 8       | 2007               |                 |
| Undicesima stagione | 5       | 2008               |                 |